# مالیکوو
مالیکوو (به چکی: Malíkov) یک منطقهٔ مسکونی در جمهوری چک است که در ناحیه سویتاوی واقع شده‌است. مالیکوو ۴٫۰۹ کیلومتر مربع مساحت و ۱۱۱ نفر جمعیت دارد و ۳۹۵ متر بالاتر از سطح دریا واقع شده‌است.